# Subrio Flavio
Subrio Flavio (Roma, ... – 65) è stato un militare romano, nato sotto il regno di Caligola. Le testimonianze sulla sua vita sono, per la maggior parte, raccolte dagli Annali di Tacito.

## Biografia

### Gioventù
Subrio Flavio nacque a Roma, durante il regno dell'imperatore Caligola, probabilmente da una famiglia di origine aristocratica. All'età di circa vent'anni, sotto il governo dell'imperatore Nerone, iniziò a ricoprire il ruolo di tribuno Iaticlavio.

### Congiura di Pisone ed esecuzione
Nel 65 d.C. Subrio prese parte alla congiura organizzata da Gaio Calpurnio Pisone contro l'imperatore Nerone, probabilmente perché reduce degli anni di dispotismo di Caligola. I due, insieme al centurione Sulpicio Aspro e al prefetto del pretorio Tigellino, si riunirono a Baia, nella villa di Pisone, e lì stabilirono che, durante i giochi dedicati a Nerone al Circo Massimo, il console Plauzio Laterano si sarebbe dovuto gettare ai piedi dell'imperatore, da supplice, accoltellandolo durante l'azione, mentre gli altri complici sarebbero intervenuti in seguito, in modo che avvenisse un'esecuzione plateale, al pari dei grandi spettacoli popolari che lo stesso Nerone era solito organizzare. Morto l'imperatore, Pisone sarebbe stato proclamato nuovo princeps dalla Guardia Pretoriana. Tuttavia, la congiura fu scoperta quando Milico, uno degli schiavi al servizio dei cospiratori, corse agli Orti Serviliani e denunciò il tradimento a Nerone, che scatenò una violenta persecuzione, nella quale vennero giustiziati Pisone, Seneca, Plauzio Laterano e persino Subrio stesso. Secondo Tacito, Subrio si dichiarò colpevole durante l'interrogatorio, in presenza di Nerone, turbando profondamente l'imperatore con le sue parole, che lo fece decapitare in pubblica piazza. Lo scrittore latino, negli Annali, descrive come, di fronte alla dignità del condannato, il boia tremò, e occorsero due colpi per completare l'esecuzione.